# Celia Viñas
Celia Viñas Olivella (Lérida, 16 de junio de 1915 - Almería, 21 de junio de 1954) fue una autora española que escribió poesía infantil en español y catalán, con una obra breve pero considerada renovadora y clave en el panorama de la posguerra. 

## Biografía
Asistió desde muy pequeña a las clases de la Escuela Aneja de la Normal de Magisterio de Lérida, donde su padre, Gabriel Viñas Morant, era profesor de Pedagogía. Su infancia y juventud transcurren en Palma de Mallorca y en Barcelona, donde comenzó sus estudios de Filosofía y Letras, los cuales se vieron interrumpidos por la Guerra Civil, y que terminó en 1941. Entre sus profesores universitarios cabe destacar a Rafael Lapesa, a Ángel Valbuena Prat y a Guillermo Díaz-Plaja, que en 1976 se encargó de realizar una antología de la producción poética de la que había sido su alumna para la colección Adonais. Durante estos años de carrera Celia amplió su formación realizando cursos muy variados, entre los que destaca el de Literatura italiana en el Instituto Italiano de Cultura, y asistiendo a actividades culturales como conciertos, conferencias, exposiciones, etc. Viñas trabajó varios años como maestra en Almería, adonde llegó en 1943. 
A su llegada a Almería en 1943, tras obtener la Cátedra de Lengua y Literatura con el número 1, habiendo elegido ella misma el destino de esa cátedra, se encontró con una ciudad provinciana, que sufría las consecuencias de la posguerra, sin universidad. Desde su juventud Celia Viñas demostró un extraordinario interés por la cultura, asistiendo en Barcelona a todos aquellos eventos que podía. La situación de la ciudad andaluza, lejos de desanimarla, supuso un estímulo que la incitó a ser ella quien promoviese distintas actividades que dieron a Almería un brillo sin precedentes que lamentablemente no se mantuvo tras su desaparición. Allí se casó con el profesor almeriense Arturo Medina y vivió muy unida a sus habitantes hasta su muerte en 1954.
La crítica ha escrito: "Los poemas breves de Celia Viñas son ricos en imágenes y colorido, unen lo culto y lo popular, son intimistas y descriptivos, manifiestan ternura por los niños y conjugan espontaneidad, sonoridad y sencillez".

## Obras
- Cármina, inédito, 1937, poemas bilingües
- Tierra del Sur, 1945, novela
- Viento levante, inédita, 1943, novela indaliana
- Plaza de la Virgen del Mar, comedia almeriense estrenada en el Teatro Apolo de Almería, publicada en Almería en 1947
- Trigo del corazón, Imp. Independencia, Almería, 1946, poesía
- Canción tonta en el Sur, Imp. Marín Peláez, Almería, 1948, poesía

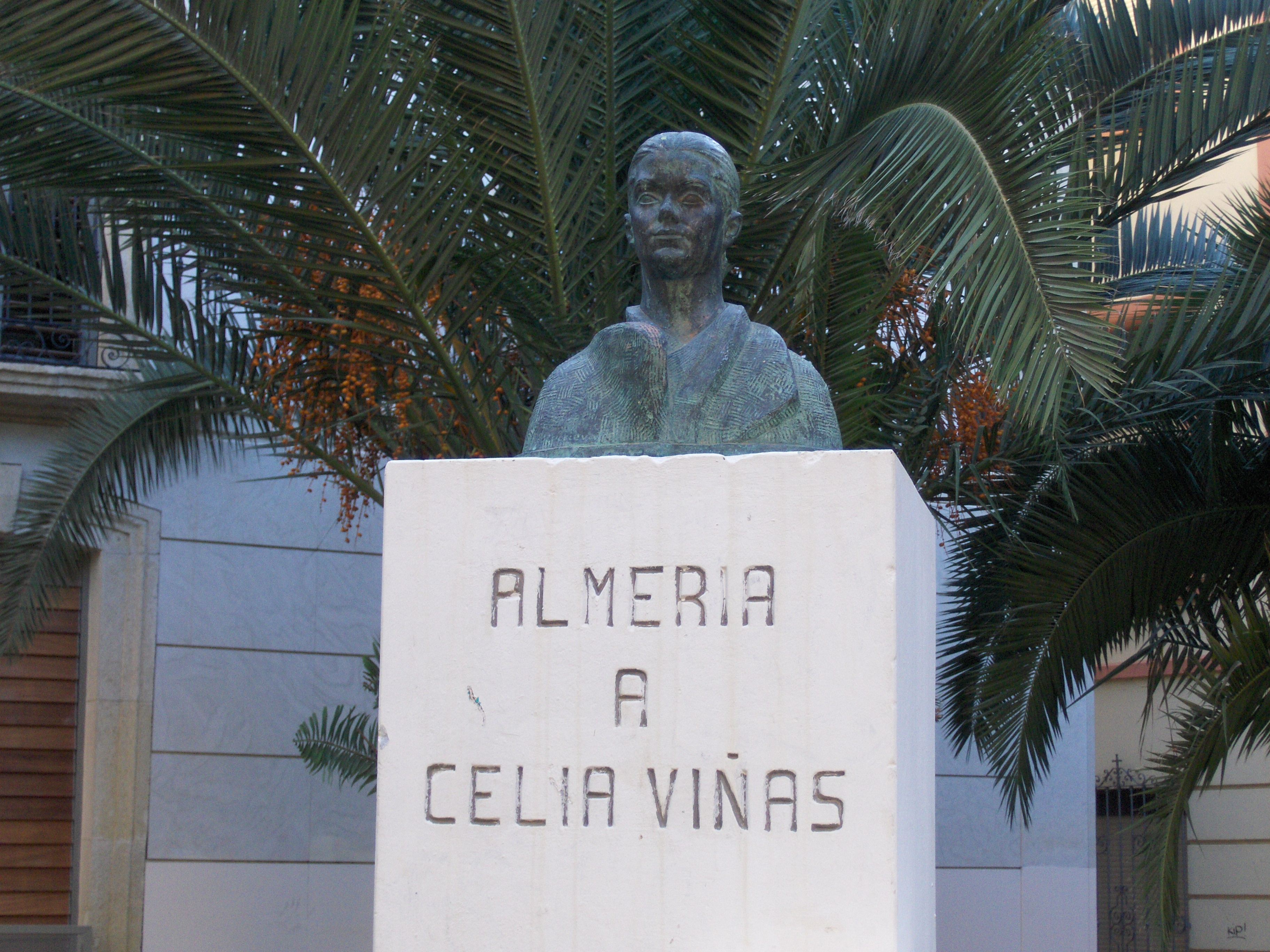
Busto homenaje a Celia Viñas en la ciudad de Almería.

- Busto homenaje a Celia Viñas en la ciudad de Almería.Estampas de la vida de Cervantes, Ed. Gredos, Madrid, 1949, prosa
- El Amor de trapo, 1949, poesía amorosa
- El primer botón del mundo y 13 cuentos más, 1951, narrativa (Cuentos para niños y para mayores), publicada en León en 1976
- Palabras sin voz, Ed. Ifach, Alicante, 1953, poesía
- Del foc i la cendra, Palma de Mallorca, 1953, poesía en catalán
- Como el ciervo corre herido ("El ciervo que va huyendo..."), Almería, 1955, poemas sacros[3]
- Canto, Col. Ágora, Madrid, 1964[4]
- Antología Lírica, Ed. Rialp, Col. Adonais, Madrid, 1976
- Poesía Última, Almería, 1979, poesía (recopilatorio)[5]
- Los Palos del telégrafo, poesía.
- Las Islas del Amor Mío. Letra Impar. Dalías (Almería), 2015. El libro de las décimas.

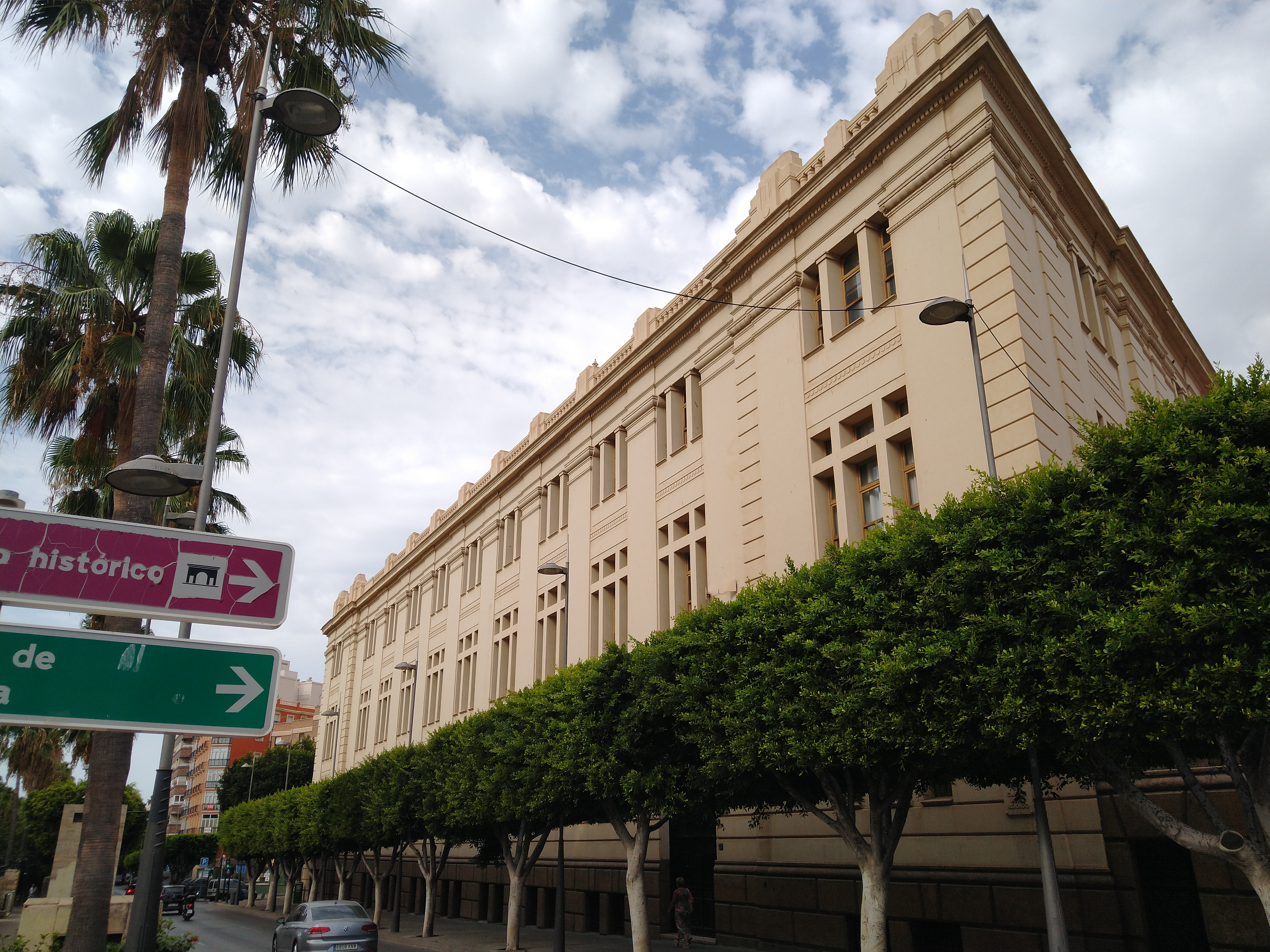
I.E.S. de la ciudad de Almería nombrado en honor a Celia Viñas.